# Betty Edwards
Betty Edwards (San Francisco, 1926) es una profesora de arte e investigadora estadounidense conocida fundamentalmente por su libro de 1979, Dibujar con el lado derecho del cerebro: Curso para la creatividad y la confianza artística. Impartió clases e investigó en la Universidad Estatal de California en Long Beach (CSULB), hasta que se retiró a finales de los años 90. Fue en ese lugar en el que fundó el Center for the Educational Applications of Brain Hemisphere Research.

## Trayectoria
Se licenció en Arte por la Universidad de California en Los Ángeles (UCLA) en 1947, y posteriormente obtuvo un Master en Arte en la Universidad Estatal de California, en Northridge, y un doctorado en Arte, Educación y Psicología de la Universidad de California en Los Ángeles (UCLA )en 1976.
Dibujar con el lado derecho del cerebro ha seguido siendo un libro de referencia sobre esta tema, utilizado como texto principal en muchas escuelas de arte, y ha sido traducido y publicado en muchos idiomas extranjeros, incluyendo francés, español, alemán, polaco, chino húngaro y japonés. La empresa de Edwards desarrolla además herramientas especiales de dibujo, materiales y videos para ayudar a las personas a aprender a dibujar.
Como artista y pintora, dio clases en una escuela secundaria en el distrito de escuelas públicas de Los Ángeles (Venice High School), luego en un colegio comunitario, y desde 1978 hasta su jubilación en 1991, en el Departamento de Arte de la Universidad Estatal de California en Long Beach. Toda su experiencia docente ha sido en arte: dibujo, pintura, historia del arte, formación de profesores de arte y teoría del color. Además de enseñar talleres de dibujo en todo el mundo, también ha hecho consultoría de negocios con importantes empresas nacionales e internacionales para mejorar la resolución creativa de problemas.

## Teorías sobre el dibujo y la función cerebral
El método de dibujo y enseñanza de Edwards fue revolucionario cuando lo publicó en 1979. Recibió una respuesta positiva inmediata, y ahora es ampliamente aceptada por artistas, maestros e investigadores en todo el mundo. Detrás del método está la noción de que el cerebro tiene dos maneras de percibir y procesar la realidad: una verbal y analítica y otra visual y perceptiva. El método de Edwards aboga por suprimir el primero en favor del segundo. Se centra en ignorar nociones preconcebidas de cómo debe ser el objeto dibujado, y en "ver" individualmente. Dibujar, dice Edwards, tiene cinco componentes de habilidades de percepción y dibujo:
- Bordes y líneas (incluye copiar dibujos y ejercicios de dibujo de contornos).
- Espacio negativo (es decir, espacio entre elementos).
- Relaciones (es decir, perspectiva y proporción entre las cosas).
- Luz y sombras (sombreado).
- El todo: gestalt que emerge como se enseñan los primeros cuatro.[5]

Luego hay dos habilidades adicionales:
- Dibujar de memoria.
- Dibujar desde la imaginación.

El trabajo inicial de Edwards se basó en parte en su comprensión de la neurociencia, especialmente la investigación del hemisferio cerebral que sugería que los dos hemisferios del cerebro tienen funciones diferentes. Para evitar la llamada "controversia de la ubicación" (cómo se distribuyen las dos funciones cognitivas principales en el cerebro individual dependiendo de la mano y otros factores), llamó a los modos "L-mode" y "R-mode". Estas designaciones aparecieron en la edición original de 1979 de Dibujar con el lado derecho del cerebro. Ella describió el "L-mode" como básicamente un modo de pensamiento verbal, analítico y secuencial, y el "R-mode" como básicamente visual, perceptivo y global.
Dietrich y Kanso hicieron una meta-revisión de 72 experimentos y no encontraron apoyo concluyente para la lateralidad hemisférica de la creatividad:

En conjunto, el pensamiento creativo no parece depender críticamente de ningún proceso mental o región cerebral, y no está especialmente asociado con el cerebro derecho, la atención desenfocada, la baja excitación o la sincronización alfa, como a veces se hipotetiza.